# Jani Soininen
Jani Soininen (n. 12 noiembrie 1972, Jyväskylä, Finlanda) este un săritor cu schiurile ce a reprezentat Finlanda, medaliat olimpic. A participat la 2 ediții ale Jocurilor Olimpice (1994, 1998) în care a câștigat o medalie de aur și o medalie de argint.